# Pseudecheneis suppaetula
Pseudecheneis suppaetula är en fiskart som beskrevs av Ng 2006. Pseudecheneis suppaetula ingår i släktet Pseudecheneis och familjen Sisoridae. IUCN kategoriserar arten globalt som otillräckligt studerad. Inga underarter finns listade i Catalogue of Life.